# Milton Center
Milton Center – wieś w Stanach Zjednoczonych, w stanie Ohio, w hrabstwie Wood.